# Machito (menjar)
|  | Per a altres significats, vegeu «Machito». |

Els machitos o tripas (machito de cabrit) són un tipus de menjar que se serveix a Mèxic, especialment a Monterrey i Guadalajara. Es realitza amb les parts sensibles o reproductores i intestins del cabrit, que ha de ser de 28 dies de vida perquè tingui el veritable gust del plat, típic de l'estat de Nuevo León i a la Birria a l'estat de Jalisco, situat al nord-est i occident respectivament del territori mexicà. A Monterrey es rosteix al carbó i se serveix acompanyat d'enciam, tomàquet i ceba en rodanxes, truites i salsa "molcajeteada". Historiadors consideren que el plat és d'origen sefardita. A Guadalajara, es trena i es daura i és un dels tipus de carns que se serveix en el plat denominat Birria.
Pel seu nom, molta gent els confon amb les criadillas, que són els testicles del cap de bestiar o del xai rostits al carbó. No obstant això, els machitos són en realitat els intestins dels mateixos animals, molt semblants al que a l'Argentina anomenen chinchulines i a Uruguai, chotos.